# دودهك (مقاطعة دليجان)
دودهك (بالفارسية: دودهک) هي قرية تقع في مركزي في إيران. يقدر عدد سكانها بـ 849 نسمة .